# Fraknói Vilmos
Fraknói Vilmos, 1874-ig Frankl Vilmos (Ürmény, Nyitra vármegye, 1843. február 27. – Budapest, 1924. november 20.) történetíró, váradi kanonok, arbei címzetes püspök, a Magyar Tudományos Akadémia főtitkára.

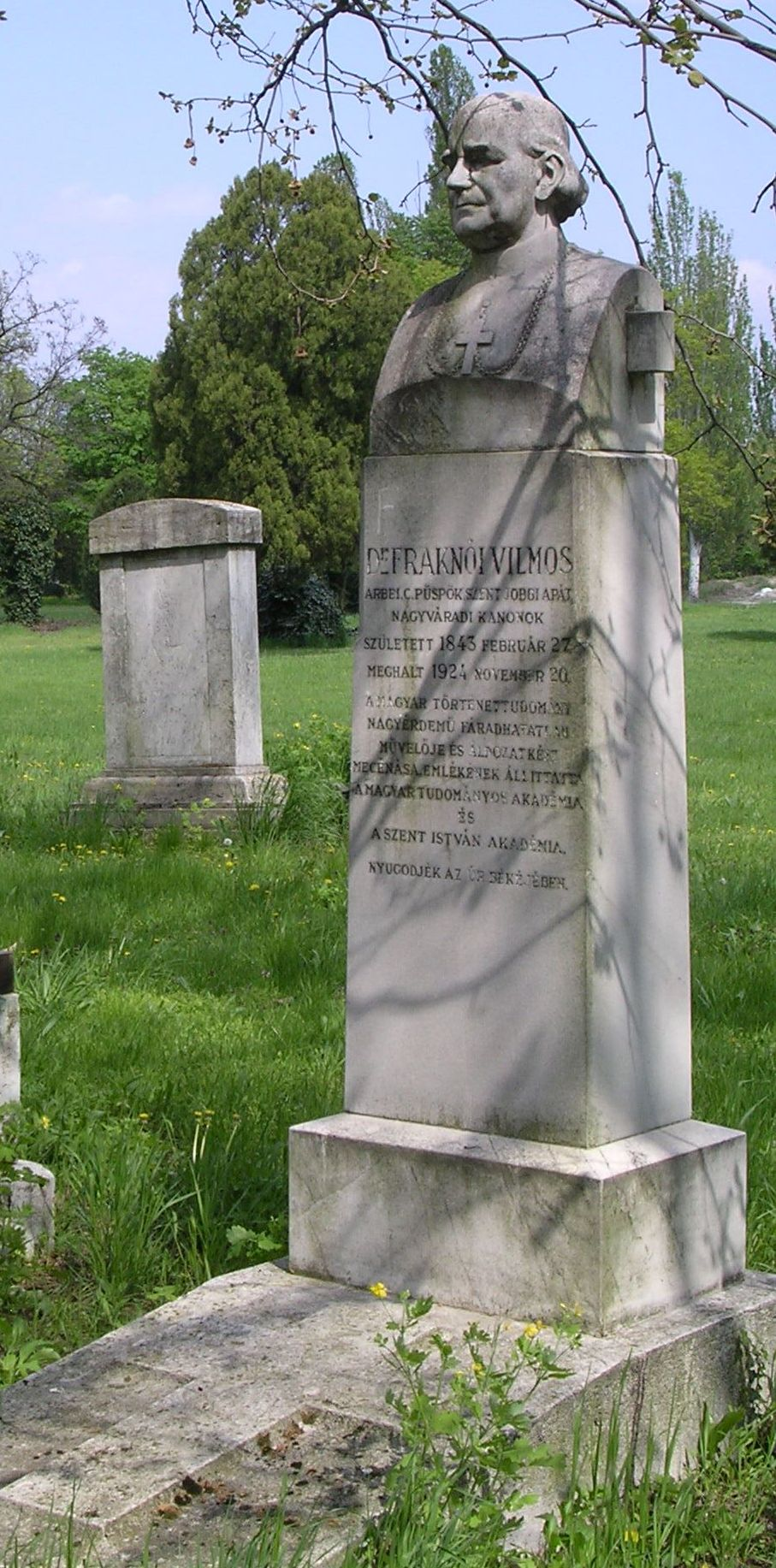
Sírja a Fiumei úti sírkertben (45-1-96). Damkó József alkotása, 1929

## Életpályája
Frankl Vilmos néven született Ürményben, ahol Frankl Sándor uradalmi orvos, eredetileg zsidó vallású édesapja ekkorra már kikeresztelkedett, ő pedig 1874-ben felvette a Fraknói nevet. Középiskoláit Nagyszombatban és az esztergomi bencés gimnáziumban végezte, teológiai és bölcsészeti tanulmányait Pesten végezte.
1864-től a filozófiai doktorátus megszerzése után előbb a nagyszombati gimnázium, majd 1865-től az esztergomi papnevelő intézet tanára volt. 1865. július 23-án pappá szentelték. 1870-ben az Akadémia levelező tagjává választották. 1871-től Pesten élt, 1875-től az Magyar Nemzeti Múzeum könyvtárának (ma Országos Széchényi Könyvtár) őre.
1879. május 22-étől 1889-ig az Akadémia főtitkári, majd 1892-ig másodelnöki tisztét töltötte be. 1878-ban nagyváradi kanonok, 1879-ben szekszárdi címzetes apát, valamint a múzeumok és könyvtárak országos főfelügyelője volt. 1892-ben arbei címzetes püspök lett. Rómában magyar történeti intézetet (1892), majd magyar művészházat alapított.
A középkori, főleg a 15. és részben a 17. századi magyar történelemnek számos, elsősorban egyház- és diplomáciatörténeti témáját dolgozta fel, a tanulmányok hosszú sorában sok külföldi, főleg olaszországi levéltári anyag felhasználásával.
Szerkesztette a Magyar Tudományos Akadémia Értekezések a történettudomány köréből című kiadványsorozatot (1872–1878), az Akadémia évkönyveit, értesítőjét (1878–1889) és a Magyar Könyvszemlét 1876-tól 1879-ig. 1903-ban a Kisfaludy Társaság tagja lett. Kiadta a Magyar Országgyűlési Emlékek I–X. kötetét (az utolsó kettőt Károlyi Árpáddal), a vatikáni magyar okmánytár (Monumenta Vaticana) I–IV. kötetét (1884–1899), Mátyás levelezését a római pápákkal (1891).

## Művei
- A magyar nemzeti műveltség állásának vázlata. Pest: (kiadó nélkül). 1861.
- A bécsi békekötés 1606-ban. Győr: Sauervein Géza. 1865.
- A magyar főpapok a trienti zsinaton. Esztergom: (kiadó nélkül). 1863.
- Pázmány Péter és kora I–III. Pest: (kiadó nélkül). 1868.
- A pesti magyar királyi egyetem katholikus jelleme. Pest: Eggenberger. 1868.
- A magyar nemzet története. Pest: (kiadó nélkül). 1872.
- Henckel János, Mária királyné udvari papja. Pest: (kiadó nélkül). 1872.
- Réwai Ferencz nádori helytartó fiainak hazai és külföldi iskoláztatása : 1538–1555. Pest: Eggenberger. 1873.
- A hazai és külföldi iskolázás a XVI. században. Budapest: Eggenberger. 1873.
- Card. Pázmány Péter levelezése I, 1605–1625. Budapest: (kiadó nélkül). 1873.
- Melanchtons Beziehungen zu Ungarn. Budapest: Franklin. 1874.
- Oratores Pontificii in Regis Hungariae Curia 1524–1526. Budapest: (kiadó nélkül). 1875.
- Zrednai Vitéz János nagyváradi püspök politikai beszédei és Aeneas Sylvius Piccolomini Vitéz Jánoshoz intézett levelei 1453–1457. Budapest: (kiadó nélkül). 1878.
- Vitéz János esztergomi érsek élete. Budapest: Szent István Társulat. 1879.
- Horváth Mihály emlékezete. Budapest: Ráth Mór. 1879.
- A szekszárdi apátság története. Budapest: Franklin. 1879.
- Martinovics és társainak összeesküvése. Budapest: (kiadó nélkül). 1880.
- Tomori Pál élete és levelei. Budapest: Athenaeum. 1881.
- Magyarország és a cambrayi liga 1509–1511. Budapest: Athenaeum. 1883.
- Magyarország a mohácsi vész előtt: A pápai követek jelentései alapján. Budapest: Szent István Társulat. 1884.
- Martinovics és társainak összeesküvése. Budapest: Ráth Mór. 1884.
- Váradi Péter kalocsai érsek élete 1483–1511. Budapest: Athenaeum. 1884.
- Pázmány Péter. Budapest: (kiadó nélkül). 1886.
- Két magyarországi egyházi író a XV=15. századból: Andreas Pannonius, Nicolaus de Mirabilibus. Budapest: (kiadó nélkül). 1886.
- XI. Incze pápa és Magyarország fölszabadítása a török uralom alól. Budapest: (kiadó nélkül). 1886.
- Ungarn vor der Schlacht bei Mohács (1524–1526). Budapest: Lauffer. 1886.
- Erdődi Bakócz Tamás élete. Budapest: Méhner. 1889.
- Hunyadi Mátyás Király 1440–1490. Budapest: (kiadó nélkül). 1890.
- Cesarini Julián bíbornok magyarországi pápai követ élete. Budapest: Hornyánszky. 1890.
- Várad felszabadítása 1692-ben és XII. Incze pápa. Róma: Vatikáni Pápai Nyomda. 1892.
- A magyar királyi kegyúri jog Szent Istvántól Mária Teréziáig : történeti tanulmány. Budapest: (kiadó nélkül). 1895.
- A nádori és országbírói hivatal eredete és hatáskörének történeti kifejlődése. Budapest: (kiadó nélkül). 1895.
- A Hunyadiak és Jagellők kora. In  A magyar nemzet története IV. Budapest: Athenaeum. 1896.
- A veszprémi püspökség római oklevéltára. Budapest: Római Magyar Történeti Intézet. 1896.
- Mátyás király magyar diplomatái. Budapest: Athenaeum. 1898.
- Pecchinoli Angelo pápai legátus Mátyás udvaránál (1488–1490). Budapest: Athenaeum. 1898.
- Werbőczy István. Budapest: (kiadó nélkül). 1899.
- Oklevéltár a magyar királyi kegyuri jog történetéhez. Budapest: (kiadó nélkül). 1899.
- Magyarország egyházi és diplomáciai összeköttetése a római Szentszékkel I–III. Budapest: (kiadó nélkül). 1900–1903.
- La vie du Prélat Hongrois Dominique Kálmáncsehi.  1900.
- Egy pápai követ Mátyás udvaránál : 1488–1490. Budapest: (kiadó nélkül). 1901.
- Gróf Széchényi Ferencz : 1754–1820. Budapest: (kiadó nélkül). 1902.
- Egy Jezsuita-diplomata hazánkban. Budapest: Stephaneum. 1902.
- Papa Innocenzo XI (Odescalchi) e la Liberazione dell' Ungheria dal Giogo Ottomano. Firenze: (kiadó nélkül). 1903.
- II. Rákóczy Ferenc vallásos élete és munkái. Budapest: Stephaneum. 1904.
- A római történeti és művészeti intézetek ügyében. Budapest: (kiadó nélkül). 1905.
- Mária, V. István leánya, nápolyi királyné 1271–1323. Budapest: Franklin. 1906.
- Szilágyi Mihály. Mátyás király nagybátyja. Budapest: (kiadó nélkül). 1913.
- Mátyás király és a Hohenzollernek diplomatiai érintkezése. Budapest: Franklin. 1914.
- Egyháznagyok a magyar középkorból. Budapest: (kiadó nélkül). 1916.
- Kritische Studien zur Geschichte des Dreibundes 1882–1915. Budapest: (kiadó nélkül). 1917.
- Die Ungarische Regierung und die Entstehung des Weltkrieges : Auf Grund aktenmäßiger Forschung. Wien: Seidel. 1919.
- Martinovics élete. Budapest: Athenaeum. 1921.
- A magyar királyválasztások története. Budapest: Athenaeum. 1921.
- A Habsburg-ház trónöröklési jogának megállapítása az 1687/8-ik évi országgyűlésen. Budapest: Athenaeum. 1922.
- A bécsi Pázmány-Intézet megalapítása háromszázados évfordulója alkalmából. Budapest: Stephaneum. 1923.
- Bibliotheca Corvina : La Biblioteca di Mattia Corvino Re d'Ungheria. Budapest: Szent István Akadémia. 1927.
- Rómer Flóris–Ipolyi Arnold–Fraknói Vilmos: Egyház, műveltség, történetírás; vál., sajtó alá rend., bev. Rottler Ferenc; Gondolat, Bp., 1981 (Történetírók tára)
- Gróf Széchényi Ferenc, 1754–1820; utószó Soós István; Osiris, Bp., 2002 (Millenniumi magyar történelem. Életrajzok)
- Mátyás király levelei. Külügyi osztály, 1458–1490; a Fraknói Vilmos szerkesztette kötetek egyben közölt változata, sajtó alá rend., utószó Mayer Gyula; Nap, Bp., 2008 + DVD
- Pázmány Péter, 1570–1637; Magyar Közlöny Lap- és Könyvkiadó, Bp., 2014 (Nemzeti könyvtár)
- Fraknói Vilmos (szerk.). Magyar országgyűlési emlékek: történeti bevezetésekkel. 1–12. kötet (magyar nyelven). Budapest: MTA (1874–1917). Hozzáférés ideje: 2015. október 29.

## További művei
- Művei a REAL-EOD-ban Fraknói Vilmos név alatt és Frankl Vilmos név alatt
- Művei a REAL-ban